# (12054) 1997 TT9
(12054) 1997 TT9 est un astéroïde troyen de Jupiter de 22,617 km de diamètre découvert en 1997.

## Description
(12054) 1997 TT9 a été découvert le 5 octobre 1997 à l'observatoire d'Ondřejov, situé près du village de Ondřejov, à environ 35 km au sud-est de Prague (République tchèque), par Lenka Šarounová.

### Caractéristiques orbitales
L'orbite de cet astéroïde est caractérisée par un demi-grand axe de 5,14 UA, un périhélie de 4,82 UA, une excentricité de 0,06 et une inclinaison de 10,09° par rapport à l'écliptique. Du fait de ces caractéristiques, à savoir un demi-grand axe compris entre 4,6 et 5,5 UA et un périhélie inférieur à 0,3 UA, il est classé, selon la JPL Small-Body Database, astéroïde troyen de Jupiter du camp troyen. Il est situé au point de Lagrange L4 du système Soleil-Jupiter.

### Caractéristiques physiques
(12054) 1997 TT9 a une magnitude absolue (H) de 11,8 et un albédo estimé à 0,072, ce qui permet de calculer un diamètre de 22,617 km. Ces résultats ont été obtenus grâce aux observations du Wide-Field Infrared Survey Explorer (WISE), un télescope spatial américain mis en orbite en 2009 et observant l'ensemble du ciel dans l'infrarouge, et publiés en 2011 dans un article présentant les résultats concernant 1 739 astéroïdes troyens de Jupiter et 349 candidats.